# راکسن
راکسن (به آلمانی: Racksen) یک شهر در آلمان است که در راینلاند-فالتس واقع شده‌است.

## خصوصیات
راکسن ۱۵۷ نفر جمعیت دارد.